# Eupithecia falkneri
Eupithecia falkneri är en fjärilsart som beskrevs av András Vojnits 1978. Eupithecia falkneri ingår i släktet Eupithecia och familjen mätare. Inga underarter finns listade i Catalogue of Life.